# Jasionka (dopływ Broku Małego)
Jasionka (Wągroda) – rzeka VI rzędu, prawy dopływ Broku Małego o długości 22,81 km.